# Museu Etnográfico de Silgueiros
O Museu Etnográfico de Silgueiros esta localizado na freguesia de Silgueiros, cidade de Viseu.